# Jean De Clercq
Jean De Clercq (17 de maig de 1905 - 20 de març de 1984) fou un futbolista belga.

## Selecció de Bèlgica
Va formar part de l'equip belga a la Copa del Món de 1930. Fou jugador del Royal Antwerp FC, on jugà 219 partits de lliga.